# BRIT Awards 1992
Die BRIT Awards 1992 wurden am 12. Februar 1992 im Londoner Hammersmith Apollo verliehen. Die Moderation übernahm Simon Bates.
Die meisten Awards gewann mit drei Stück Seal. Mit vier Stück hatte er zusammen mit der Gruppe The KLF auch die meisten Nominierungen.

## Kontroverse
Die britische Experimental-Pop-Gruppe The KLF nutzten ihren Auftritt für eine Performance, die zu den größten Skandalen der Award-Show gehören sollte. Um ihren Abgang aus dem Musikgeschäft zu inszenieren, luden sie die britische Crust-/Grind-Band Extreme Noise Terror ein, die Bühne mit ihnen zu teilen. Dort spielten sie eine extreme Version ihres Hits 3 a.m. Eternal. Auf dem Höhepunkt des Auftritts sollte das Publikum mit Schafsblut übergossen werden. Es gelang jedoch dem Veranstalter dies zu verhindern. Stattdessen schossen sie mit Platzpatronen ins Publikum. Am Ende verkündete Sänger Scott Piering: „The KLF have now left the music business“. Anschließend brachten sie das getötete Schaf mit auf die Aftershowparty mit einem Schild um den Hals, auf dem stand „I died for you. Bon appetit“ (dt. „Ich bin für euch gestorben. Guten Appetit“).

## Liveauftritte
- Beverley Craven – Promise Me
- Extreme – More Than Words
- The KLF vs Extreme Noise Terror – 3 a.m. Eternal
- Lisa Stansfield – All Woman
- P.M. Dawn – Set Adrift on Memory Bliss
- Seal – Crazy
- Simply Red – Stars

## Gewinner und Nominierte
| British Album of the Year | British Producer of the Year |
| --- | --- |
| - Seal – Seal - Beverley Craven – Beverley Craven - The KLF – The White Room - Massive Attack – Blue Lines - Simply Red – Stars | - Trevor Horn - David A. Stewart - Johnny Marr - Mark Knopfler - Stock Aitken Waterman - Youth |
| British Single of the Year | British Video of the Year |
| - Queen – These Are the Days of Our Lives - Gareth Hale and Norman Pace – The Stonk - Iron Maiden – Bring Your Daughter... to the Slaughter - Jason Donovan – Any Dream Will Do - The KLF – 3 a.m. Eternal - Vic Reeves and The Wonder Stuff – Dizzy | - Seal – Killer - Airhead – Funny How - Billy Bragg – Sexuality - Erasure – Love to Hate You - The KLF – Last Train to Trancentral - Lisa Stansfield – Change - Midge Ure – Cold, Cold Heart - Shakespears Sister – Goodbye Cruel World - Simply Red – Stars - The Wonder Stuff – The Size of a Cow |
| British Male Solo Artist | British Female Solo Artist |
| - Seal - Elton John - George Michael - Kenny Thomas - Phil Collins - Van Morrison | - Lisa Stansfield - Annie Lennox - Beverley Craven - Cathy Dennis - Zoë |
| British Group | British Breakthrough Act |
| - The KLF and Simply Red - Dire Straits - James - Pet Shop Boys - Queen | - Beverley Craven - Cathy Dennis - EMF - Kenny Thomas - Seal |
| Outstanding Contribution to Music | International Solo Artist |
| - Freddie Mercury | - Prince - Bryan Adams - Enya - Madonna - Michael Bolton |
| International Group | International Breakthrough Act |
| - R.E.M. - Extreme - Guns N’ Roses - INXS - U2 | - P.M. Dawn - Chris Isaak - Color Me Badd - Extreme - Harry Connick Jr. - Jellyfish |
| Classical Recording | Soundtrack/Cast Recording |
| - Georg Solti - Osmo Vänskä - Jane Glover - John Eliot Gardiner - Leonard Bernstein | - The Commitments - The Doors - Five Guys Named Moe - Inspector Morse - Robin Hood: Prince of Thieves |